# 東邦音楽大学の人物一覧
東邦音楽大学の人物一覧は、東邦音楽大学に関係する人物の一覧記事。

## 著名な教職員

### 器楽奏者
- 加古勉
- 木下芳丸
- 秦はるひ
- 白井英治
- 清水高師
- 天満敦子
- 藤井一興
- 吉村知子
- 人見遼

### 声楽家
- 内田栄一
- 片岡啓子
- 勝部太
- 鈴木慶江
- 伊藤和広
- 武藤直美

### 作曲家
- 荻久保和明
- 長生淳
- 田渕大次郎
- 城之内ミサ
- 難波研

### 指揮者
- 大友直人
- 末廣誠
- 福田洋介
- 藤井宏樹
- 吉田裕史

### 音楽学者
- 長木誠司
- 野村良雄

### その他
- 三室戸敬光

## 卒業生

### 器楽演奏家
- 池田千鶴子 - ハープ奏者
- 中島剛 - ピアニスト

### 声楽家
- 伊藤和広 - オペラ歌手
- 石倚潔
- 武藤直美
- 葭田晃 - 合唱指揮者

### 作曲家
- 城之内ミサ  - ユネスコ平和芸術家
- 奥華子 - シンガーソングライター
- 中堀海都
- 和田直也
- 難波研

### ポピュラー音楽・芸能・文化・スポーツ・その他
- 伊藤綾祐 - ミュージカル俳優
- 大河百々代 - 女優
- 知香 - 私立高校音楽非常勤講師、ものまねタレント

### その他
- 野川諭生 - テレビ新広島アナウンサー